# 黄家花园 (崇明区)
黄家花园，位于上海市崇明县城桥镇上海交通大学医学院附属新华医院崇明分院（又名崇明县中心医院）院内。它是第三批上海市优秀历史建筑、第二批崇明县文物保护单位。
黄家花园建于1927年，为崇明籍富商黄稚卿所建。在抗日战争时期，被侵犯崇明岛的日寇占据。1949年中共建政后，中共崇明县委搬来此地。后来崇明县中心医院迁入，成为医院的办公区。1999年，被列为上海市第三批优秀近代建筑。
黄家花园是一个中西合璧式的花园别墅，前为院、后为宅，前部建筑为西欧风格，建筑平面呈“凹”形。黄家花园现存建筑29间，占地面积3375平方米，建筑面积1124平方米。